# سعد حمدان
سعد حمدان هو مغن وممثل ومؤدي صوت لبناني. معروف بدور في غنوجة بيا (2006).

## فيلموغرافيا

### أفلام
| السنة | العنوان      | الدور    | ملاحظات   | مصادر |
| ----- | ------------ | -------- | --------- | ----- |
| 2006  | غنوجة بيا    | عدنان    |           |       |
| 2009  | دخان بلا نار |          |           |       |
| 2011  | عالخط        | فستيكة   | فيلم قصير |       |
| 2011  | خلة وردة     | عبد الله |           | [ 2 ] |
| 2015  | أميرة الروم  |          |           |       |

### تلفاز
| السنة     | العنوان               | الدور                 | مصادر             |
| --------- | --------------------- | --------------------- | ----------------- |
|           | عز الدين القسام       | القائد الفرنسي        |                   |
| 1998      | نادي اللغة العربية    |                       |                   |
|           | بنات عماتي وبنتي وأنا | مسعود                 |                   |
| 2006      | غنوجة بيا             | عدنان                 | [ 3 ] [ 4 ] [ 5 ] |
| 2009      | رياح الثورة           |                       |                   |
| 2010      | متر ندى               | ماتر أيوب             |                   |
| 2011-2012 | الغالبون              |                       |                   |
| 2012      | القناع                | أمين                  | [ 6 ]             |
| 2012      | فرقة ناجي عطا الله    | حارس الحدود اللبنانية |                   |
| 2012      | ديو الغرام            | عزيز                  | [ 7 ]             |
| 2014      | ملح التراب            | أبو العز              | [ 8 ]             |
| 2014      | عروس وعريس            | عدنان                 | [ 9 ]             |
| 2015      | درب الياسمين          |                       |                   |
| 2015      | عين الجوزة            |                       |                   |

### أدوار الدبلجة
- الأبطال الستة - فريد
- أصحاب الكهف
- بولت (فيلم 2008) - راينو (النسخة العربية الفصحى)
- ثانوية الاستخبارات
- جامعة المرعبين - آرت، فرانك
- حكاية لعبة - أستاذ بطاطس (النسخة العربية الفصحى)
- حكاية لعبة 2 - أستاذ بطاطس (النسخة العربية الفصحى)
- حكاية لعبة 3 - أستاذ بطاطس (النسخة العربية الفصحى)
- روبن هود - كركدايل (النسخة العربية الفصحى)
- ستيفن البطل[10] - غريغ يونيفرس، لارس، رونالدو فرايمان، سور كريم
- السنافر - سنفور أكول، سنفور غضبان، سنفور رسام، بابا الوقت (نسخة إيمدج برودكشن هاوس)
- سونيك بوم - دكتور إيغمان
- سيارات - لويجي (النسخة العربية الفصحى)
- سيارات 2 - ليلاند توربو، لويجي، رئيس فريق تودروكي (النسخة العربية الفصحى)
- الفتاكون 60
- فتيات وأمنيات
- فوق (فيلم 2009) (النسخة العربية الفصحى)
- فيلم ستيتش - هامسترفيل (النسخة العربية الفصحى)
- قلبا وقالبا
- الطباخ الصغير - راوي قناة الطبخ، جيت، بومبيدو (النسخة العربية الفصحى)
- عرض لوني تونز - مارفين (الدبلجة اللبنانية)
- كوكب الكنز - دوبلر (النسخة العربية الفصحى)
- ليروي وستيتش - هامسترفيل (النسخة العربية الفصحى)
- مات هاتر - تينوروك
- المختار الثقفي - ميثم التمار، جعفر بن الزبير
- من ألف ليلة وليلة
- مدينة الكسالى - جونى بذرة حلوة الرياضة ال في حلقة (حلوى الرياضة الاخيرة )
- وقت المغامرة - أميرة الفضاء الوعر (الصوت الثاني)، ليمون غراب (الصوت الثالث)، رجل السحر (الصوت الأول)، والد جايك (الصوت الثاني)، جيرمين (الصوت الثاني)، بيلي (الصوت الثاني)، الأمير كوكي (في حلقة امير الكعك)

- العم جدو - العم جدو (الصوت الثاني)

## وصلات خارجية
- سعد حمدان على موقع IMDb (الإنجليزية)
- سعد حمدان على موقع قاعدة بيانات الأفلام العربية
- سعد حمدان  على فيسبوك.
- قناة سعد حمدان  على يوتيوب